# Przejście graniczne Łysa Polana-Tatranská Javorina
Przejście graniczne Łysa Polana-Tatranská Javorina – polsko-słowackie drogowe przejście graniczne, położone w województwie małopolskim, w powiecie tatrzańskim, w gminie Bukowina Tatrzańska, na terenie Tatrzańskiego Parku Narodowego, zlikwidowane w 2007.

## Opis
Przejście graniczne Łysa Polana-Tatranská Javorina z miejscem odprawy granicznej po stronie polskiej w miejscowości Łysa Polana czynne było całą dobę. Dopuszczony był ruch osobowy i towarowy o dopuszczalnej masie całkowitej do 7,5 tony i mały ruch graniczny. Kontrolę graniczną osób, towarów oraz środków transportu wykonywała kolejno: Graniczna Placówka Kontrolna Straży Granicznej na Łysej Polanie, Placówka SG na Łysej Polanie. Do przejścia granicznego po stronie polskiej prowadziła droga wojewódzka nr 960, a po stronie słowackiej nr 67.
21 grudnia 2007 na mocy układu z Schengen przejście graniczne zostało zlikwidowane.

### Przejścia graniczne z Czechosłowacją
W okresie istnienia Czechosłowackiej Republiki Socjalistycznej funkcjonowały  w tym miejscu polsko-czechosłowackie przejścia graniczne:
- małego ruchu granicznego Łysa Polana-Javorina – I kategorii. Zostało utworzone 13 kwietnia 1960[4]. Czynne było codziennie cały rok od 1 maja do 31 października w godz. 5.00–20.00 w pozostałym okresie w godz. 8.00–18.00. Dopuszczony był ruch osób i środków transportu na podstawie przepustek z wszelkich względów przewidzianych w Konwencji. Kontrola celna wykonywana była przez organy celne[5].
- drogowe Łysa Polana. Czynne codziennie przez całą dobę. Rodzaj ruchu granicznego: osobowy, towarowy[6] i mały ruch graniczny I kategorii[7][8]. Kontrolę graniczną osób, towarów oraz środków transportu wykonywała Graniczna Placówka Kontrolna Łysa Polana.

W II RP istniało polsko-czechosłowackie przejście graniczne Łysa Polana-Javorina (miejsce przejściowe po drogach ulicznych), na drodze celnej Łysa Polana (polski urząd celny Łysa Polana) – Javorina (czechosłowacki urząd celny Javorina). Dopuszczony był mały ruch graniczny. Przekraczanie granicy odbywało się na podstawie przepustek: jednorazowych, stałych i gospodarczych.

## Galeria

Przejście graniczne Łysa Polana-Tatranská Javorina
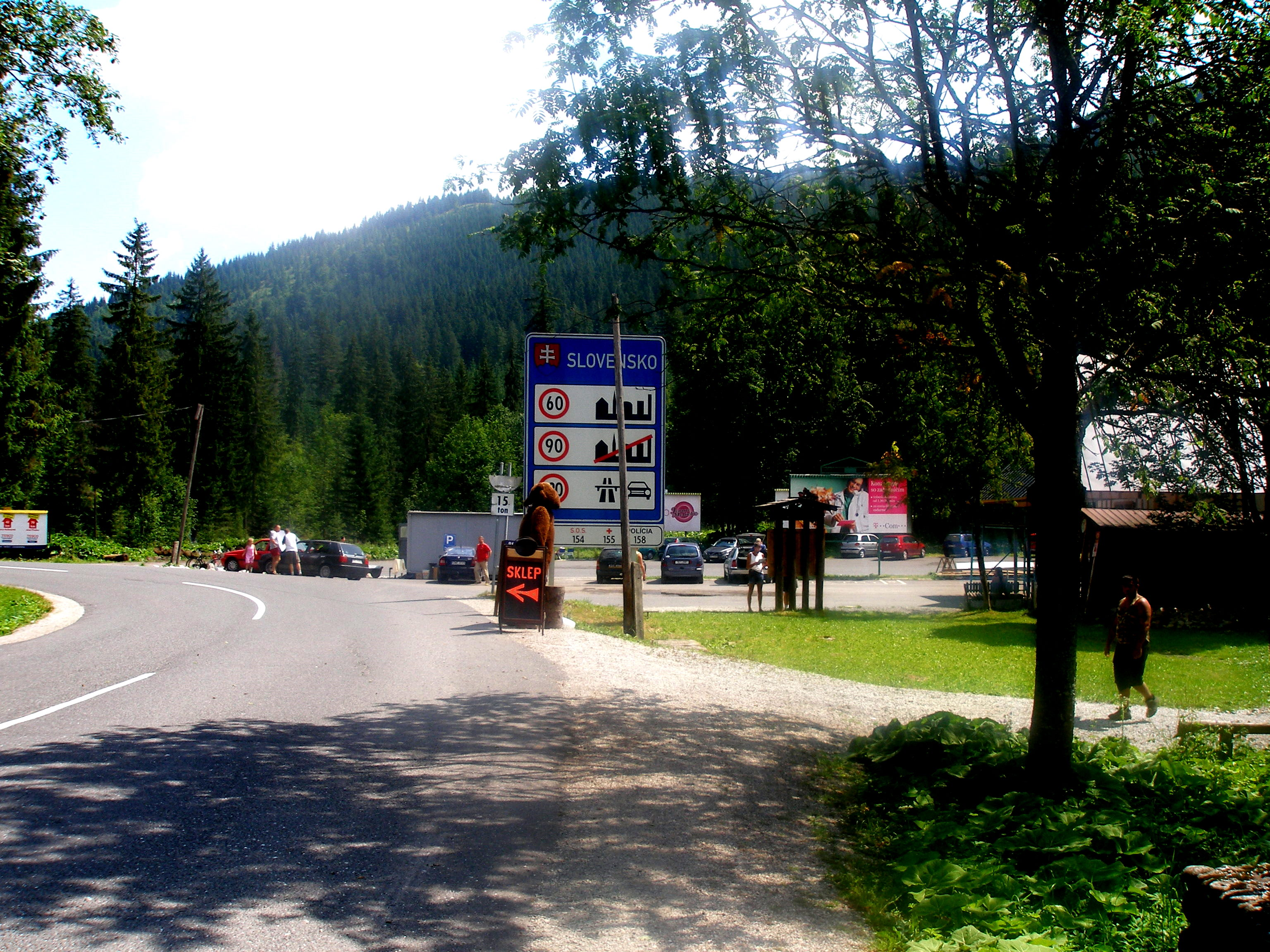
Widok od strony słowackiej (lipiec 2006)
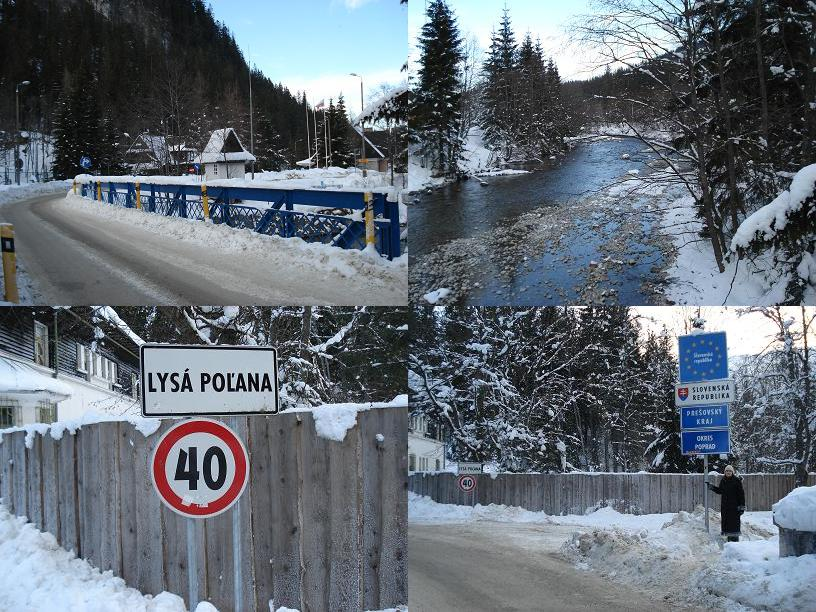
Widok od strony polskiej (styczeń 2008)

Przejście graniczne Łysa Polana-Javorina
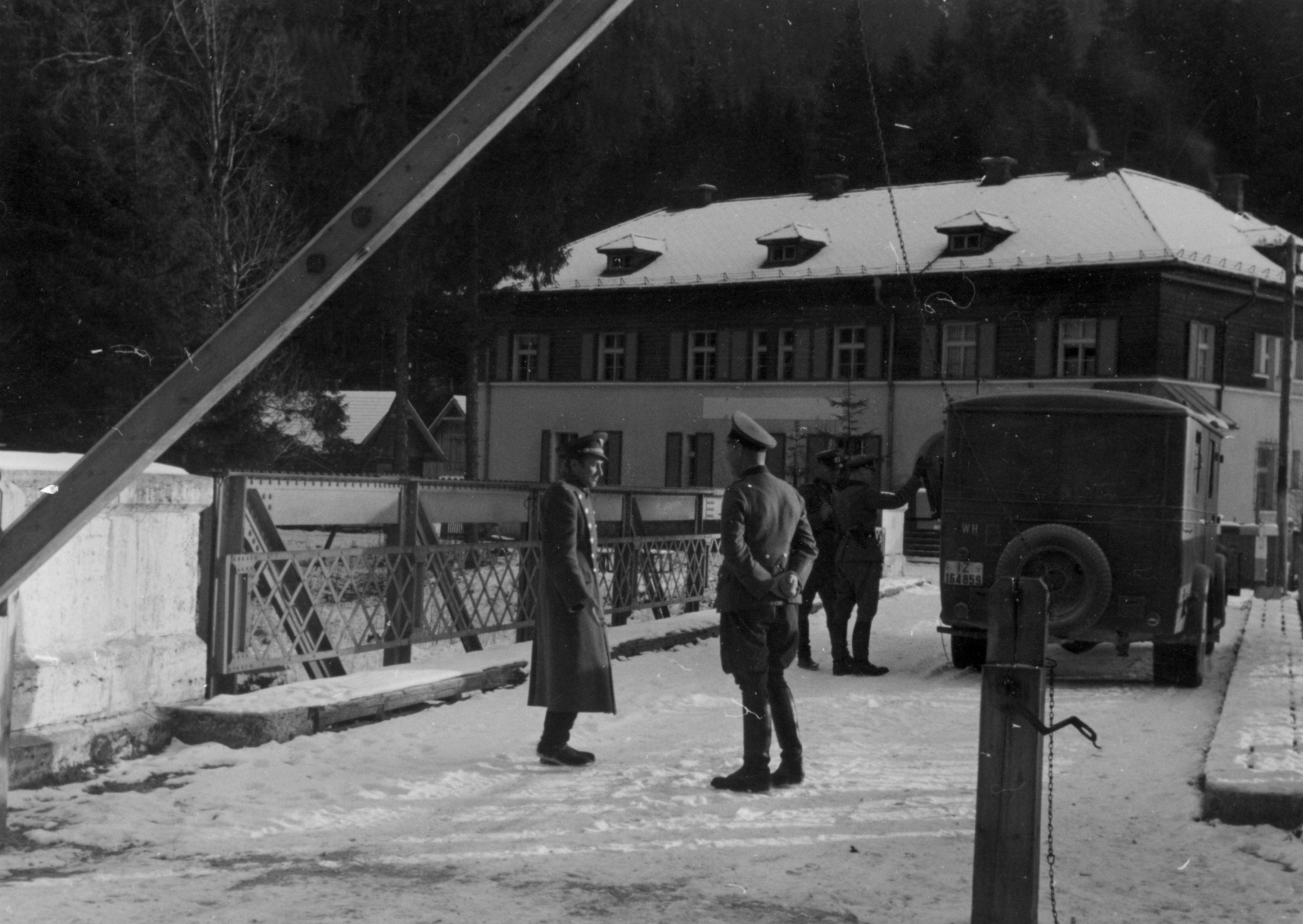
Funkcjonariusze słowackiej i niemieckiej straży granicznej – granica Generalnego Gubernatorstwa ze Słowacją (1940)
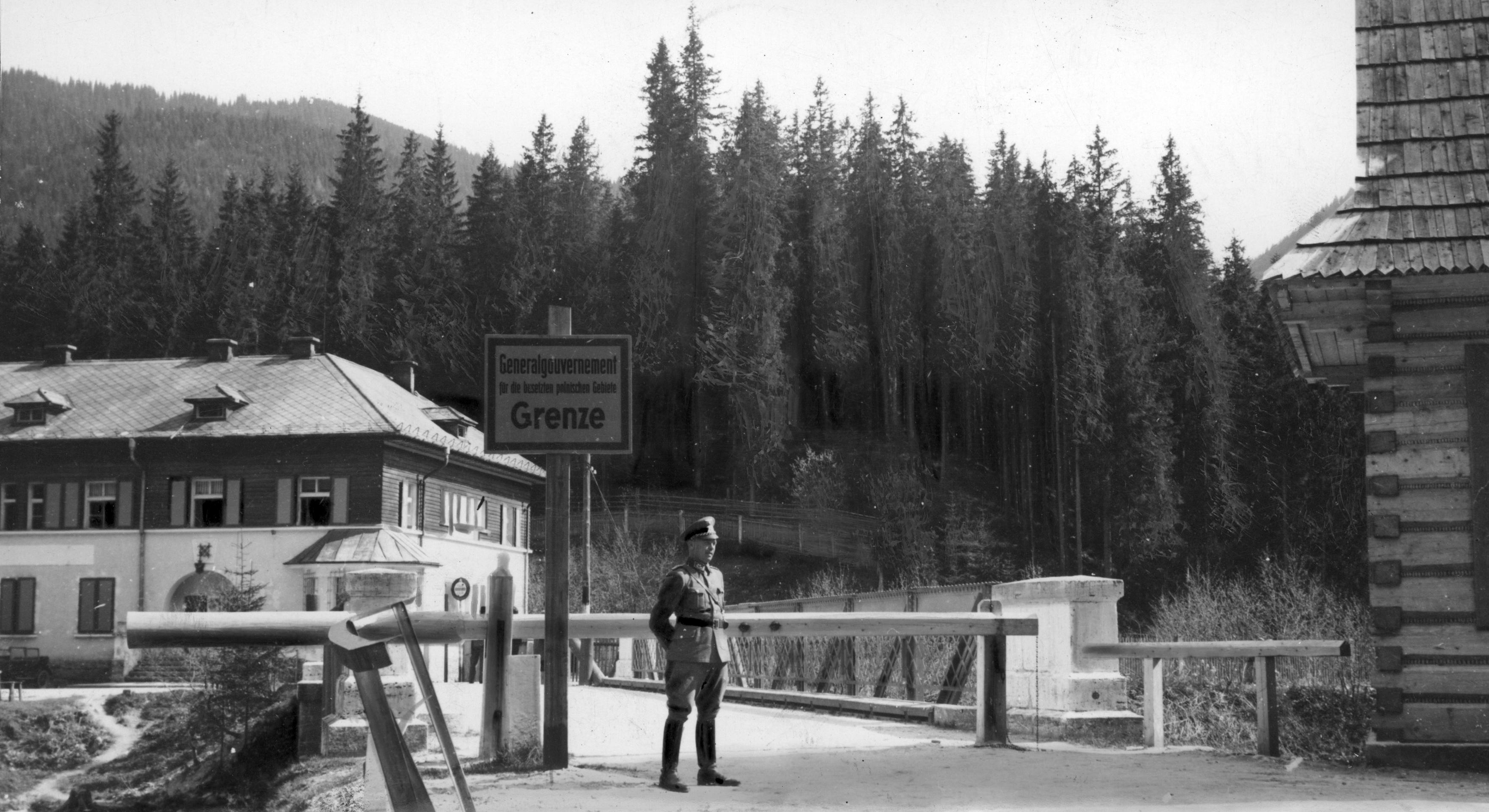
Funkcjonariusz niemiecki i tablica graniczna Generalnego Gubernatorstwa (1941)

Przejście graniczne Łysa Polana-Javorina
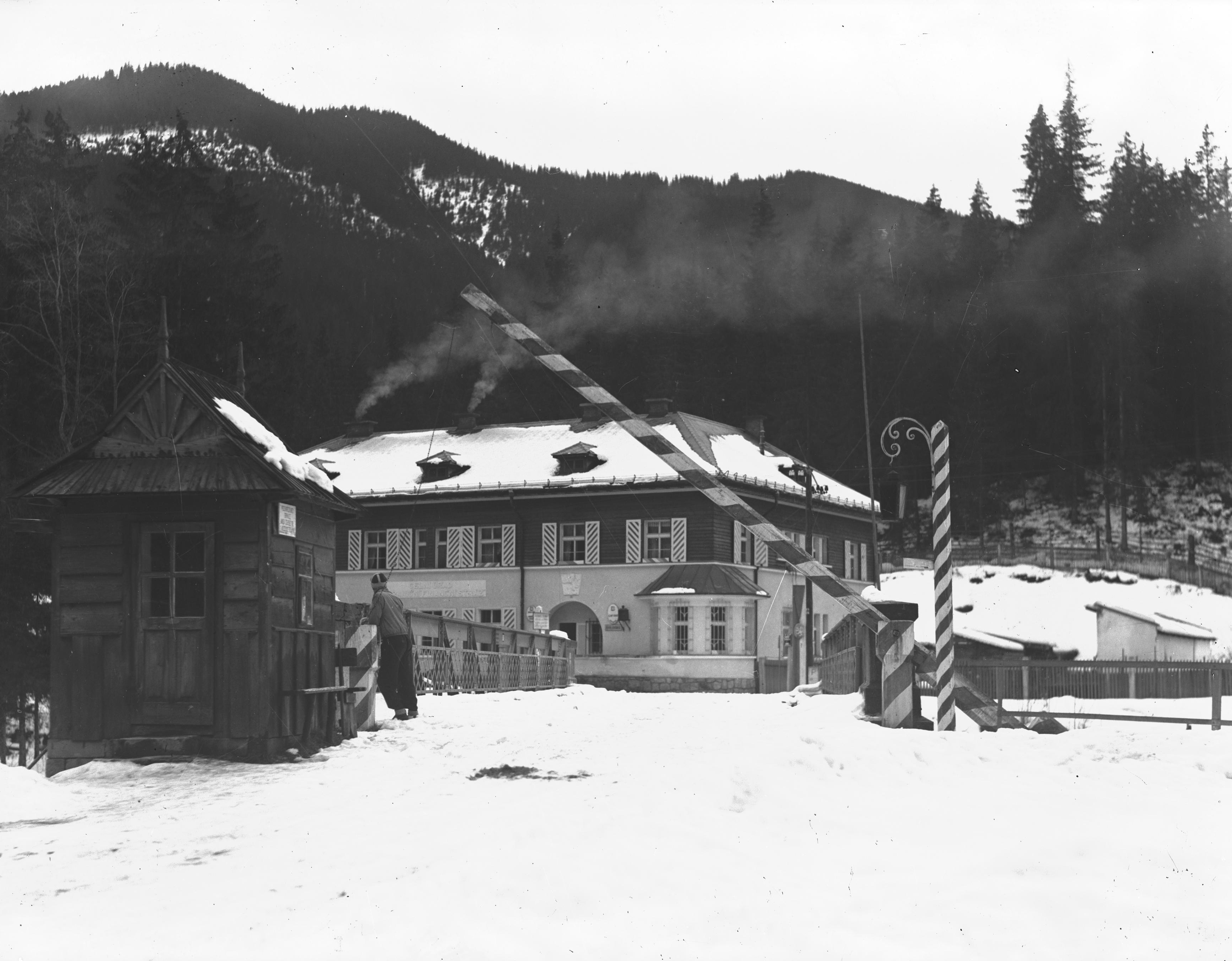
(1934)
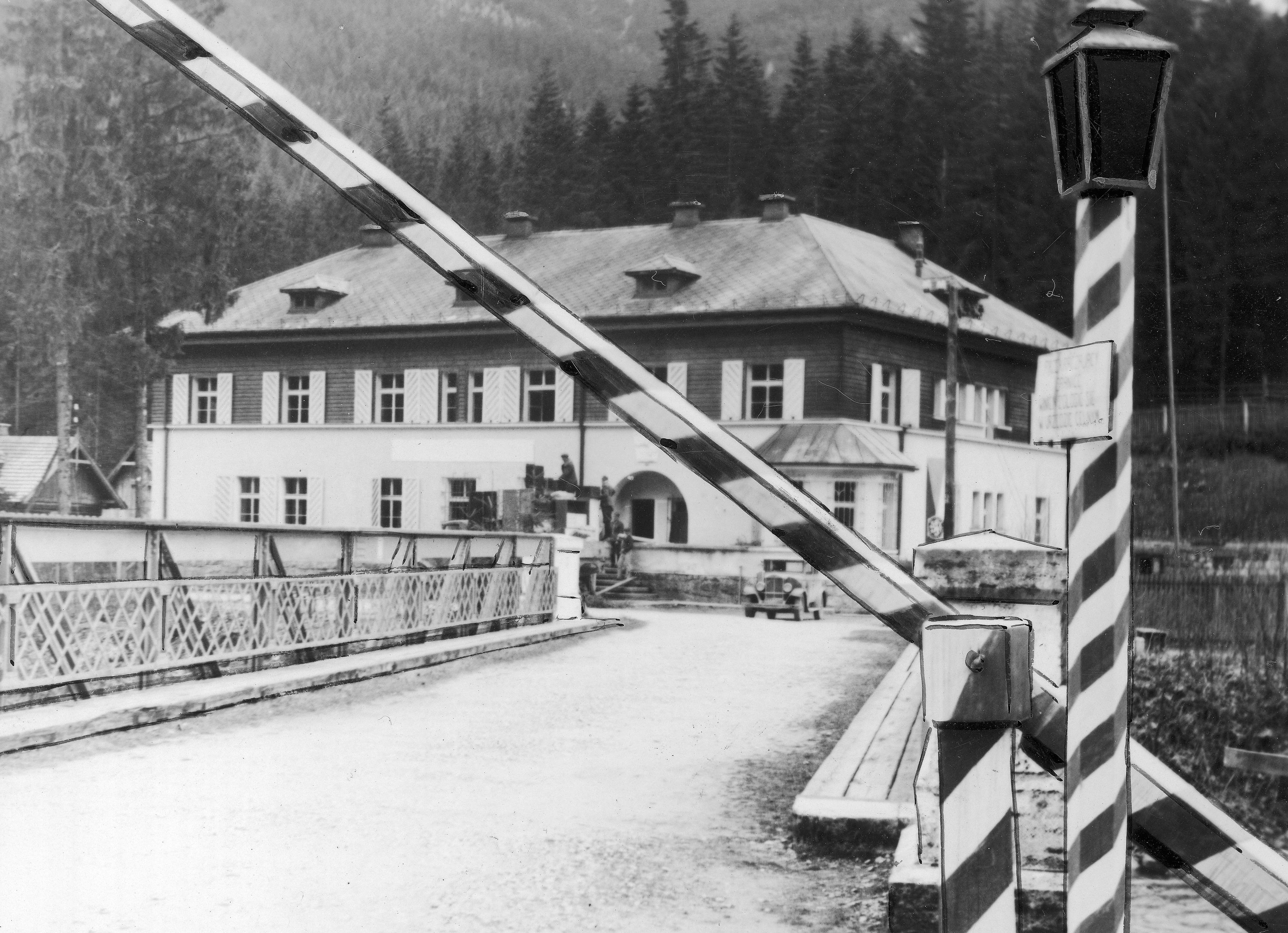
(1938)